# Jesus liebt mich
Jesus liebt mich ist ein deutscher Spielfilm von und mit Florian David Fitz aus dem Jahr 2012. Die Liebeskomödie basiert frei auf Motiven von David Safiers gleichnamigem, 2008 erschienenem Roman und erzählt von Marie, gespielt von Jessica Schwarz, die sich kurz nach ihren gescheiterten Heiratsplänen in Gottes Sohn Jeshua, verkörpert von Fitz, verliebt. Dieser wiederum ist auf die Erde gekommen, um die bevorstehende Apokalypse einzuleiten. In weiteren Rollen sind Henry Hübchen, Hannelore Elsner, Peter Prager, Palina Rojinski, Nicholas Ofczarek und Michael Gwisdek zu sehen.
Fitz trat nach Vincent will Meer (2010) erstmals nicht nur als Hauptdarsteller und Autor, sondern auch als Regisseur in Erscheinung. Gedreht wurde Jesus liebt mich von April bis Juni 2011 in Nordrhein-Westfalen, Baden-Württemberg und Bayern. Die Herstellung übernahm die UFA Cinema in Koproduktion mit dem Sender ZDF. Deutschlandweit veröffentlicht wurde der Film am 20. Dezember 2012 von Warner Bros. Pictures Germany und erhielt zunächst gemischte Kritiken. Die Komödie konnte mehr als 300.000 Besucher in die Kinosäle locken und wurde darüber hinaus mit dem Jupiter in der Kategorie „Bester deutscher Film“ prämiert.

## Handlung
Jeshua (Jesus) kommt auf die Erde, um die Apokalypse vorzubereiten. Vorher will er die Menschen kennenlernen und bittet den Erzengel Gabriel, der seit längerer Zeit auf der Erde lebt, ihm dabei zu helfen. Gabriel hat vor, Jeshua zunächst in ein Altenheim zu führen. Auf dem Weg dorthin begegnen sie Marie, die erst am Tag vorher ihren Bräutigam vor dem Traualtar hat sitzen lassen.
Bereits bei der ersten Begegnung ist Marie fasziniert von Jeshua. Er heilt eine gehbehinderte Frau, was von Marie jedoch noch nicht als Wunder erkannt wird. Marie meint stattdessen zunächst, Jeshua sei ein Terrorist, da er aus Palästina stammt. Jeshua kommt Marie, bis auf die veränderte Nase, bekannt vor und er vermutet, es handle sich bei ihr um Maria Magdalena. Langsam lernt Marie Jeshua besser kennen, der im Alltagsleben christliche Nächstenliebe praktiziert, indem er beispielsweise mit einem Obdachlosen im Restaurant sein Essen teilt und ihm die Füße wäscht. 
Erst als Jeshua mit freiem Oberkörper das Dach der Kirche deckt, erkennt Marie ihn an seinen Narben als Sohn Gottes. Sie läuft erschrocken weg und radelt an einen See, an dem sie in einem Ruderboot einschläft. Satan lässt das Boot auf den See treiben und erzeugt ein Unwetter, in welchem Marie untergeht. Nun zeigt sich Jeshua, indem er über das Wasser geht und Marie rettet, womit Satan ihn auf Erden entdeckt hat.
Satan plant, den Ausgang der bevorstehenden Apokalypse für sich zu entscheiden und erkennt in Marie eine mögliche Schwäche Jeshuas. Nachdem Marie und Jeshua eine Nacht am See verbracht haben, versucht Satan, sie auf seine Seite zu ziehen. Er bietet ihr an, für immer mit Jeshua vereint bleiben zu können, wenn sie sich für ihn entscheidet. Auch Gabriel lockt Satan zum Verrat, da dieser unglücklich in Maries Mutter verliebt ist.
Letztlich treffen sich Jeshua, Marie und Satan auf einer Burg und die Apokalypse setzt ein. Gabriel nennt Satan als seinen Herrn, auch Marie kann nicht verzichten und wählt Satans Angebot. Da schreitet Gott ein, dem Marie eine menschliche Erscheinungsform auswählt. Marie kann Gott bei einer Tasse Tee davon überzeugen, dass die Menschheit sich noch entwickeln könne und erreicht, da Gott in Marie vertraut, eine Verschiebung der Apokalypse auf einen späteren Zeitpunkt. Gott nennt Marie mit den Namen Maria, was sie immer wieder korrigiert. Gott teilt ihr daraufhin mit, ihm nicht zu widersprechen. Wieder am See verabschieden sich Marie und Jeshua, der ihr den Schmerz über die Trennung nimmt und ihr für die Erfahrungen als liebender Mensch dankt.

## Produktion

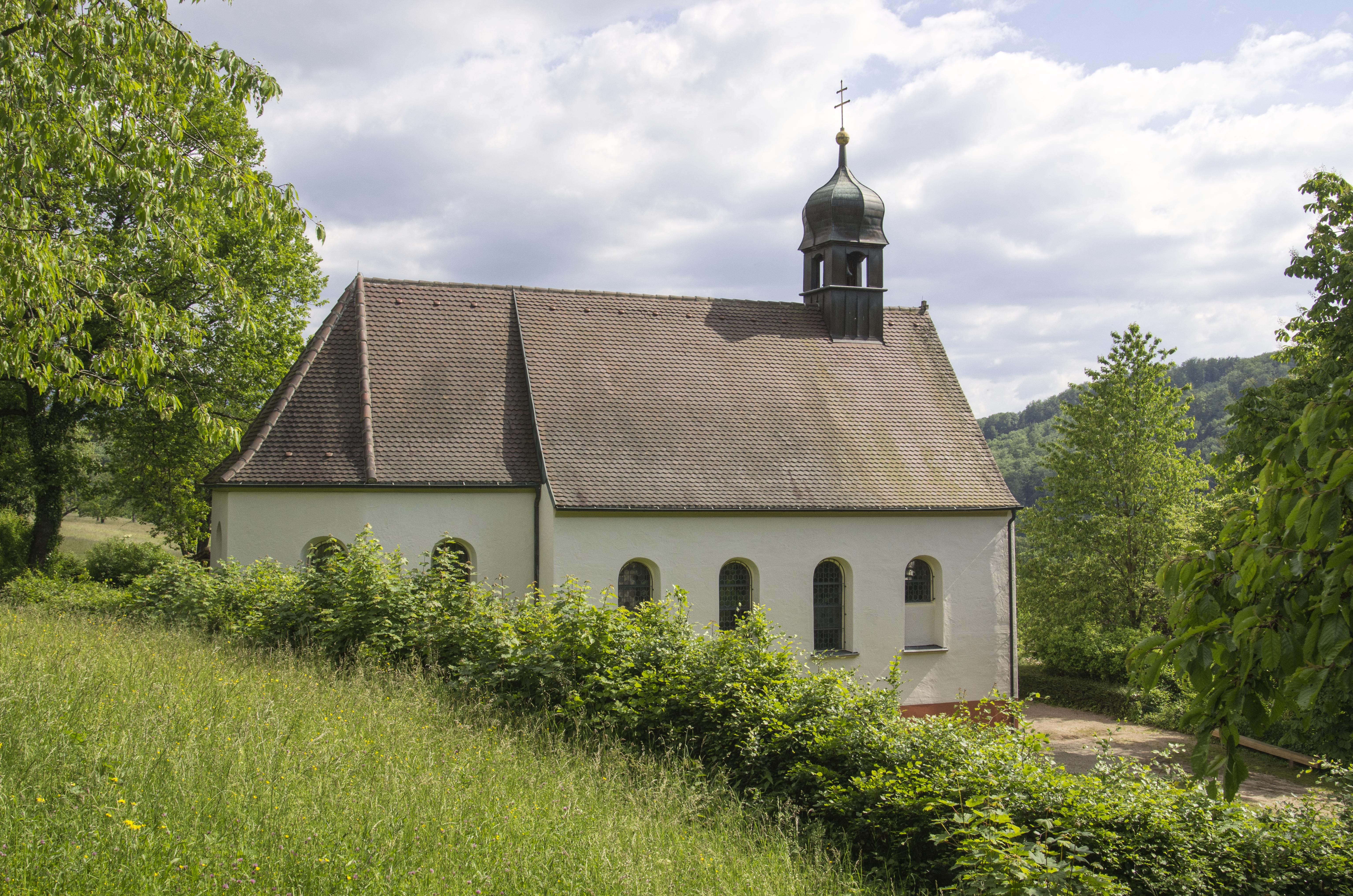
Als Spiel- und Hauptdrehort fungierte unter anderem die Berghauser Kapelle in Ebringen.

Jesus liebt mich ist eine Produktion der UFA Cinema und entstand in Koproduktion mit dem ZDF zwischen April und Juni 2011 an Schauplätzen in den Bundesländern Bayern, Baden-Württemberg und Nordrhein-Westfalen. Als Produzenten agierten Patrick Zorer, Steffie Ackermann, Nico Hofmann und Thomas Peter Friedl. Die Redaktion lag bei Caroline von Senden und Katharina Dufner. Die Produktionsstandorte wurden vorwiegend aufgrund der finanziellen Unterstützung durch die Filmstiftung NRW, den FilmFernsehFonds Bayern (FFF) und die Filmförderung Baden-Württemberg (MFG) ausgewählt.
Bilder der ländlichen Szenen sowie Sequenzen rund um Gabriels Kirche entstanden bei Freiburg in Ebringen an der Berghauser Kapelle und in Hugstetten am Gärtnerhaus im Englischen Garten sowie an verschiedenen Orten in Baden-Württemberg, während sämtliche Einstellungen in Maries Elternhaus in Nordrhein-Westfalen gefilmt wurden. Als Ortszentrum diente eine Fußgängerzone in Bergisch Gladbach-Bensberg. Die Seelandschaft wurde durch zwei bayerische Seen veranschaulicht, den Walchensee und den Sylvensteinspeicher – wobei die
Unterwasseraufnahmen in einem Sauerkrauttank nahe dem Münchner Flughafen stattfanden.
Neben der Filmmusik von Komponist Marcel Barsotti verwendete Fitz die Popmusik anderer Interpreten in Jesus liebt mich. Zu den Titeln, die unter anderem im Film zu hören sind, gehören Mikas „Any other World“, Lenas „Stardust“, „Nur noch kurz die Welt retten“ von Tim Bendzko sowie Eva Cassidys Coverversion von „Time after Time“.

## Kritiken
Sascha Westphal von epd Film befand, dass Fitz „in seinem Regiedebüt Himmel und Hölle in Bewegung“ setze, „um dem deutschen Kommerzkino die Klischees auszutreiben“. Seine Romanadaption funktioniere „prächtig“ wechsele „wahrhaft virtuos zwischen den Stimmungen“. Jesus liebt mich sei „romantische Komödie und Melodram, Provinzposse und Weltuntergangsszenario, Satire und Mysterienspiel in einem. So kann man sich nie ganz sicher sein, was im nächsten Augenblick geschehen wird. Trotzdem wirken diese oft abrupten Wechsel nie forciert. Fitz findet immer ein Gleichgewicht und bleibt dabei ganz nah an seinen Figuren“.

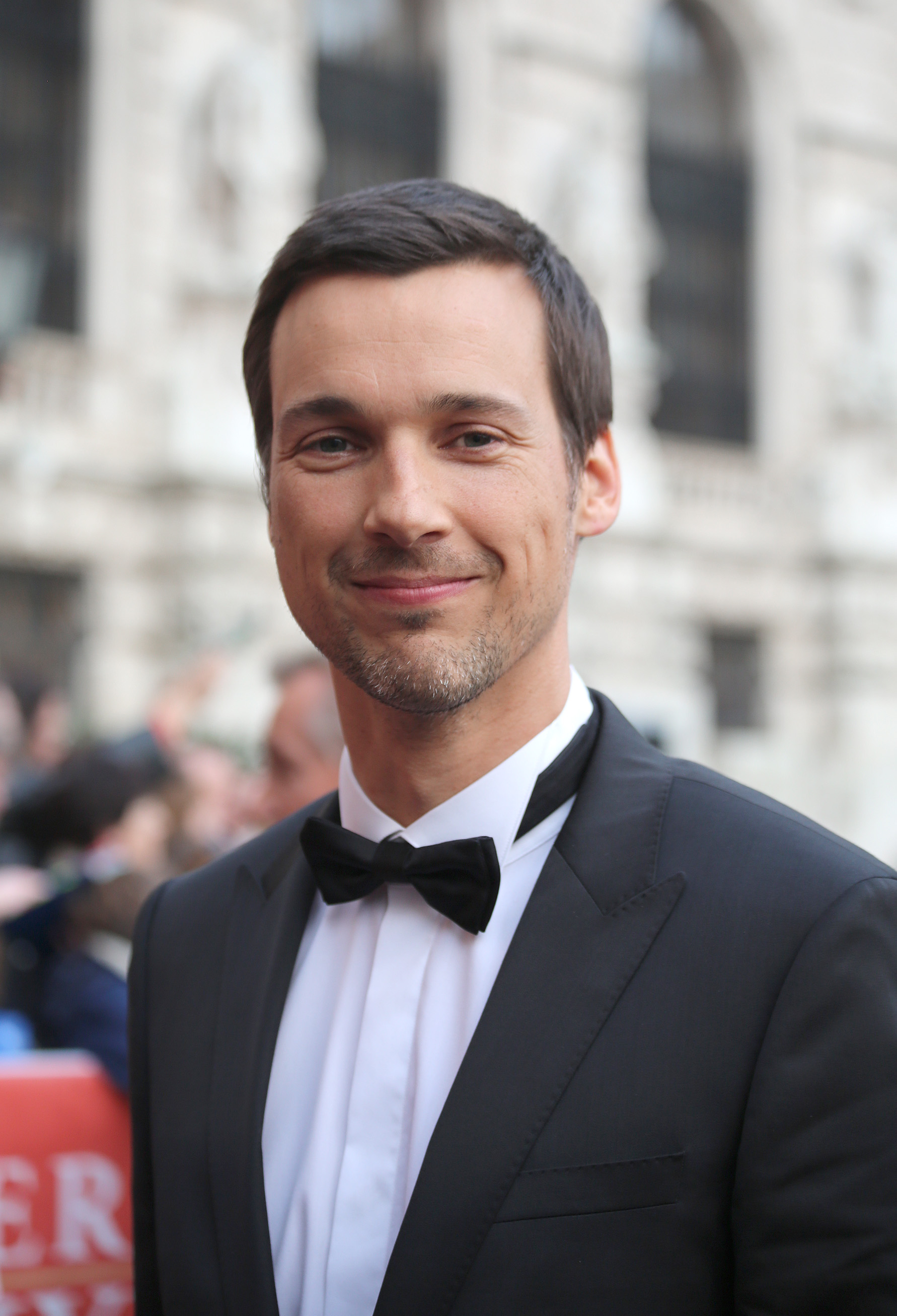
Florian David Fitz erhielt gemischte Kritiken für sein Regiedebüt.

Filmstarts-Kritiker Carsten Baumgardt urteilte, dass Fitz „mit dem romantischen Lustspiel Jesus liebt mich ein überzeugendes Regiedebüt“ gelinge, „das mit tollen Darstellerleistungen, Charme und Witz gefällt, aber zugleich mehr erzählerische Frische und satirische Würze hätte vertragen können“. So biete der Film „locker-leichte Unterhaltung, der gegen Ende jedoch die erzählerische Souveränität“ fehle. So halte sich Fitz „mit satirischer Überspitzung zurück und lässt die Handlung ohne Überraschungen nach bekannten Komödien-Mustern ablaufen. Gegen Ende weicht er zudem vom etablierten Erzählstil ab und serviert der Romanvorlage folgend ein kalkuliert überkandideltes Finale, das im Ton nicht zum Vorhergegangenen passen mag“.
Die Redaktion des Focus bezeichnete den Film als „Erlöser-Klamotte mit viel Klamauk und gelegentlich kleinen philosophischen Einsprengeln, die durchaus noch ausbaufähig gewesen wären“. Das Drehbuch schwächele „mitunter etwas, die Geschichte ist doch allzu vorhersehbar und plakativ. Und auch einige der gut gemeinten Gags zünden nicht richtig. Beeindruckend aber ist die mit Verve agierende Starbesetzung, die Fitz für seinen Erstling aufgetrieben hat“. Am „furiosesten“ sei der Auftritt „von Theaterschauspieler Nicholas Ofczarek als stinkiger, immer von Schmeißfliegen umschwirrter Teufel“.
Spiegel-Redakteurin Maren Keller resümierte, dass „die überkonstruierte Geschichte bei weitem nicht das Unglaubwürdigste an diesem Film [sei]. Viel rätselhafter ist, was die Figuren aneinander finden [...] Jesus liebt mich ist so unangenehm seicht – wäre der Film ein Teich, wir alle könnten ihn überqueren und sähen dabei aus wie Jesus. Dabei ist Fitz doch eigentlich ein sympathischer Schauspieler. Und Safier ein Mann der lustigen Einfälle. Mit Henry Hübchen als Gabriel und Hannelore Elsner als Maries Mutter sind auch ein paar der verlässlichsten deutschen Darsteller dabei. Geholfen hat es alles nichts“. Die Komödie sei „ein Film für diejenigen, denen Keinohrhasen zu arthouse-mäßig war“.
Die Fernsehzeitschrift Prisma befand, dass man „aus der Geschichte, wie die Welt reagieren würde, wenn Jesus unter uns wandelte, ein ganze Menge mehr“ hätte machen können und schrieb: „Dass man in Deutschland nicht die Komik der blasphemischen Monty Pythons besitzt, wird hier nach wenigen Minuten klar. Vielleicht hätte sich Florian David Fitz besser auf sein Spiel konzentrieren sollen, als auch die Regie und die Adaption von David Safiers gleichnamigem Buch zu übernehmen. So ist dieses Debüt von vielen Längen gekennzeichnet und man kann sich etwa nicht des Eindrucks erwehren, dass Jessica Schwarz mindestens eine gefühlte halbe Stunde mit dem Fahrrad durch den Wald fährt“.

## Erfolg
Jesus liebt mich feierte am 12. Dezember 2012 im Lichtburg-Kino in Essen Uraufführung. Die offizielle deutschlandweite Veröffentlichung erfolgte am 20. Dezember 2012 durch Warner Bros. Pictures Germany. Mit insgesamt 381.160 Besuchern bis Jahresende konnte sich die Komödie auf Platz 21 der meistgesehenen deutschen Kinoproduktionen des Jahres 2012 platzieren.

## Auszeichnungen
- 2013 Jupiter-Filmpreis als Bester deutscher Film

## Interviews
- Hanns-Georg Rodek: „Ich wollte aus Jesus keine Lachnummer machen“, Die Welt, 20. Dezember 2012.
- Adrian Prechtel: Die Ankunft des Herrn: „Jesus liebt mich“, Abendzeitung, 19. Dezember 2012.
- Meier Video Podcast: „Im Kino: Jesus liebt mich – Jessica Schwarz & Florian David Fitz“, 30. Dezember 2012.